# Graham Jarvis
Graham Jarvis (* 25. August 1930 in Toronto, Ontario; † 16. April 2003 in Los Angeles, Kalifornien) war ein kanadischer Film- und Theaterschauspieler.

## Leben und Karriere
Der Sohn eines Investmentbankiers besuchte das Williams College im US-Bundesstaat Massachusetts, ehe er Anfang der 1950er-Jahre nach New York ging, um Theaterschauspieler zu werden. Er spielte in einigen Theaterproduktionen mit, wenngleich nie am Broadway. Jarvis studierte Schauspiel am American Theatre Wing und war zudem Mitglied des Lincoln Center Repertory Theatre. 
Von 1958 bis in sein Todesjahr stand Jarvis für insgesamt rund 140 Film- und Fernsehproduktionen vor der Filmkamera. Der schon früh glatzköpfige, häufig einen Schnauzer tragende Jarvis wurde für eine Vielzahl an Nebenrollen im amerikanischen Film und Fernsehen gebucht. Unter anderem hatte er Auftritte in Filmen wie Keiner killt so schlecht wie ich (1971), Is’ was, Doc? (1972), Mr. Mom (1983) und Misery (1990). Eine größere Rolle übernahm Jarvis in der Seifenopern-Parodie Mary Hartman, Mary Hartman, in der er zwischen 1976 und 1977 den deutlich älteren Ehemann einer Möchtegern-Countrysängerin verkörperte. Daneben übernahm er Gastrollen in einer Vielzahl von Serienklassikern. Seine letzte größeres Engagement hatte er von 1996 bis zu seinem Tod in der Fernsehserie Eine himmlische Familie, in der er in einer wiederkehrenden Nebenrolle den Vater der Hauptfigur Annie Camden darstellte.
Jarvis starb im April 2003 im Alter von 72 Jahren an einem Myelom. Er hinterließ seine Ehefrau JoAnna sowie die gemeinsamen Kinder Matthew und Alex.

## Filmografie

### Filme
- 1968: Bye Bye Braverman
- 1969: Alice’s Restaurant
- 1970: Der Weg in den Abgrund (End of the Road)
- 1970: Nie wieder New York (The Out-of-Towners)
- 1970: Hopp, Hopp (Move)
- 1970: Kampf den Talaren (R. P. M.)
- 1970: Der reisende Henker (The Traveling Executioner)
- 1971: Der 25 Millionen Dollar Preis (Cold Turkey)
- 1971: Keiner killt so schlecht wie ich (A New Leaf)
- 1971: Die Organisation (The Organization)
- 1972: Vier schräge Vögel (The Hot Rock)
- 1972: Is’ was, Doc? (What’s Up, Doc?)
- 1975: Russisches Roulette (Russian Roulette)
- 1979: Prophezeiung (Prophecy)
- 1981: Der zweite Mann (The Amateur)
- 1978: Die Rückkehr der Mavericks (The New Maverick, Fernsehfilm)
- 1981: Träume zerrinnen wie Sand (Splendor in the Grass, Fernsehfilm)
- 1982: Ein Piano für Mrs. Cimino (A Piano for Mrs. Cimino, Fernsehfilm)
- 1983: Carpool – Ein Geldsack auf Reisen (Carpool, Fernsehfilm)
- 1983: Das Bombengeschäft (Deal of the Century)
- 1983: Silkwood
- 1984: Zwei Schlitzohren rechnen ab (Draw!, Fernsehfilm)
- 1984: Ein Umzug kommt selten allein (The Chain)
- 1985: Verkehrsprobleme (Mischief)
- 1985: Knast total – Hier sitzen sie richtig (Doin’ Time)
- 1985: Wenn Träume wahr wären (One Magic Christmas)
- 1986: Archie und Harry – Sie können’s nicht lassen (Tough Guys)
- 1989: Pfui Teufel – Daddy ist ein Kannibale (Parents)
- 1989: Wer hat Angst vorm schwarzen Mann? (Do You Know the Muffin Man?, Fernsehfilm)
- 1990: Tom Sawyer und Huckleberry Finn – Die Rückkehr nach Hannibal (Back to Hannibal: The Return of Tom Sawyer and Huckleberry Finn, Fernsehfilm)
- 1990: Misery
- 1993: Schwiegersohn Junior (Son in Law)
- 1994: Die Geschworene – Verurteilt zur Angst (Trial by Jury)
- 1995: Die Ehre zu fliegen (The Tuskegee Airmen, Fernsehfilm)
- 1995: Das Tal der letzten Krieger (Last of the Dogmen)

### Serien
- 1958: The Phil Silvers Show (Folge 3x24)
- 1961/1962: Gnadenlose Stadt (Naked City, 2 Folgen)
- 1963: Preston & Preston (The Defenders, Folge 3x08)
- 1964: Route 66 (Folge 4x14)
- 1967–1969: Heiße Spuren (N.Y.P.D., 3 Folgen)
- 1972: All in the Family (Folge 2x16)
- 1974: Männerwirtschaft (The Odd Couple, Folge 5x11)
- 1975: M*A*S*H (Folge 3x21 Die ganz besondere Ehre)
- 1975: Rauchende Colts (Gunsmoke, Folge 20x24)
- 1975: McMillan & Wife (Folge 5x04)
- 1975/1978: Starsky & Hutch (2 Folgen)
- 1976: Sanford and Son (Folge 5x17)
- 1976: Die Zwei mit dem Dreh (Switch, Folge 2x06)
- 1976–1977: Mary Hartman, Mary Hartman (227 Folgen)
- 1977–1978: Forever Fernwood (129 Folgen)
- 1978: Love Boat (The Love Boat, Folge 1x17)
- 1978: Imbiss mit Biss (Alice, Fernsehserie, Folge 2x20)
- 1981: Vater Murphy (Father Murphy, Folge 1x07)
- 1981/1982: Hart aber herzlich (Hart to Hart, 2 Folgen)
- 1982: Zoff in der Hoover-Academy (Making the Grade, 6 Folgen)
- 1983: Trapper John, M.D. (Folge 4x12)
- 1983: Frank Buck – Abenteuer in Malaysia (Bring ’Em Back Alive, Folge 1x13)
- 1985: Cagney & Lacey (Folge 4x18)
- 1986–1987: Fame – Der Weg zum Ruhm (Fame, 39 Folgen)
- 1987: Full House (Folge 2x04)
- 1989: Eine schrecklich nette Familie (Married... with Children, Folge 3x07 Haar und Haar)
- 1989: Mord ist ihr Hobby (Murder, She Wrote, Folge 5x17)
- 1991: Paradise – Ein Mann, ein Colt, vier Kinder (Guns of Paradise, Folge 3x07)
- 1991: Geschichten aus der Gruft (Tales from the Crypt, Folge 3x09)
- 1991: Raumschiff Enterprise – Das nächste Jahrhundert (Star Trek: The Next Generation, Folge 5x07 Wiedervereinigung? Teil I)
- 1992: In der Hitze der Nacht (In the Heat of the Night, Folge 5x19)
- 1992: L.A. Law – Staranwälte, Tricks, Prozesse (L.A. Law, Folge 7x07)
- 1993: New York Cops – NYPD Blue (NYPD Blue, Folge 1x05 Spaß im Dienst)
- 1994: Akte X – Die unheimlichen Fälle des FBI (The X-Files, Folge 1x16 Ewige Jugend)
- 1994: Emergency Room – Die Notaufnahme (ER, Folge 1x09 Ganz im Vertrauen)
- 1996: Drew Carey Show (The Drew Carey Show, Folge 2x06)
- 1996–2003: Eine himmlische Familie (7th Heaven, Fernsehserie, 16 Folgen)
- 1998: Liebling, ich habe die Kinder geschrumpft (Honey, I Shrunk the Kids, Folge 1x12)
- 1998: Hör mal, wer da hämmert (Home Improvement, Folge 7x21)
- 2002: JAG – Im Auftrag der Ehre (JAG, Folge 7x18 Feuer)
- 2002: Six Feet Under – Gestorben wird immer (Six Feet Under, 2 Folgen)